# Гражданская война в Польше (1704—1706)
Гражданская война в Польше (1704—1706) (польск. Wojna domowa w Rzeczypospolitej (1704–1706)) — борьба за польский престол Станислава Лещинского, сторонника шведского короля Карла XII, и Августа II — саксонского курфюрста и союзника русского царя Петра I. Часть Северной войны (1700—1721).

## Предыстория
В 1697 году новым королём Польши и великим князем Литовским был избран саксонский курфюрст Фридрих Август I (под именем Август II). Его поддержали не все польские шляхетские роды, что стало первопричиной будущей гражданской войны.
Одним из первых действий Августа II стало создание международной коалиции против Швеции с целью завоевания Лифляндии (Равское соглашение, Дрезденский договор). Его главным союзником стал русский царь Пётр I.
Начало войны союзников против Швеции были неудачным: смелые действия молодого шведского короля Карла XII сразу же вывели из войны Данию, русская армия потерпела поражение от Карла XII при Нарве, а саксонская армия Августа II сначала отступила от Риги, затем потерпела поражение на Двине. В итоге выросло недовольство польской шляхты политикой Августа II. Вторжение шведского короля Карла XII в Польшу в 1702 году и его победы над саксонскими войсками Августа II способствовали тому, что большая часть польской шляхты приняла сторону Карла XII.

## Воцарение Станислава Лещинского
В июне 1703 года Август II созвал чрезвычайный сейм в Люблине, где ему пришлось столкнуться с сильной оппозицией, недовольной его правлением. Король открыто выступил против лидера оппозиции примаса Михала Стефана Радзеевского и приказал похитить князей Якуба и Константина Собеских.
В ответ в 1703 году была образована Великопольская конфедерация (с 16 февраля 1704 года — Варшавская конфедерация), которая низложила короля Августа II и объявила период бескоролевья. 12 июля 1704 года новым королём Речи Посполитой избран ставленник Карла XII Станислав Лещинский, воевода Познанский.
Однако Август II не собирался отрекаться от престола. Принявшая его сторону польская шляхта объединилась 20 мая 1704 года в Сандомирскую конфедерацию. Августа поддержал также его союзник русский царь Пётр I; по Нарвскому договору между Августом II и Петром I (1704) русская армия получила право войти на территорию Речи Посполитой. В том же году она заняла Полоцк, превратив его в свой опорный пункт. В стране стала развиваться гражданская война между сторонниками саксонского Августа II и Станислава Лещинского.
31 июля 1705 года союзная саксонско-польская армия под командованием генерала Пайкуля потерпела поражение под Варшавой от шведов. Русская армия, занятая завоеванием Курляндии и потерпевшая поражение при Гемауэртгофе 26 июля 1705 года, ничем не смогла помочь союзникам.
4 октября 1705 года Станислав Лещинский был официально коронован как король Польши в Варшаве. А уже в ноябре 1705 года он заключил альянс со Швецией, подписав Варшавский договор.

## Низложение Августа II
Август II не признал поражения. Однако 13 февраля 1706 года основные силы саксонской армии и русский вспомогательный корпус генерала Шуленбурга потерпели поражение от шведских войск Карла Густава Реншёльда при Фрауштадте. Осенью того же года шведская армия оккупировала Саксонию, после чего 24 сентября 1706 года Август II подписал Альтранштедтский мирный договор, по которому отказался от своих претензий на польскую корону.
Тем не менее в последующей битве при Калише 29 октября 1706 года польская шляхта снова сражалась друг против друга.

## Возвращение Августа II
Победа русской армии в Полтавской битве в 1709 году подорвала позиции Станислава Лещинского в Польше. Вскоре шведские войска, Станислав Лещинский и его сторонники покинули страну. В этой ситуации Август II Сильный вернулся в страну в 1709 году, как бы забыв, что несколькими годами ранее он в торжественной присяге отрекся от польской королевской короны. Свое новое правление он начал с заключения в Торуни договора с Петром I (20 октября 1709 года). Царь обязался своей властью удерживать его на польском престоле и одновременно оказывать ему военную помощь и всегда помогать ему, а Саксония снова вступила в войну на стороне антишведской коалиции. В 1710 году возвращение Августа на престол было одобрено Генеральным советом Варшавы. 